# Ломба, Марсело
Марсе́ло Ло́мба ду Насиме́нту (порт.-браз. Marcelo Lomba do Nascimento; 18 декабря 1986, Рио-де-Жанейро) — бразильский футболист, вратарь. Выступает за клуб «Палмейрас».

## Биография
Первым клубом Марсело Ломбы на юношеском уровне стал в 2000 году «Футбольный центр Зико» из родного Рио-де-Жанейро. В следующем году вратарь продолжил обучение в академии «Фламенго». В 2000—2001 годах вызывался в сборную Бразилии для игроков не старше 15 лет, а в 2003 году в составе национальной команды стал чемпионом мира для игроков не старше 17 лет. Однако на турнире в Финляндии Ломба был резервным вратарём и на поле не появлялся.
На профессиональном уровне дебютировал 6 апреля 2008 года в матче Лиги Кариоки «Васко да Гама» — «Фламенго». Игра завершилась со счётом 2:2, а молодой вратарь провёл на поле все 90 минут.
В 2009 году «Фламенго» стал чемпионом Бразилии, но Ломба за весь год ни разу не появился на поле, будучи третьим вратарём команды. В 2010 году стан «рубро-негрос» покинул Диего, благодаря чему Марсело Ломба стал непосредственным дублёром на тот момент безоговорочно первого номера команды Бруно. Но в середине года разразился скандал — выяснилось, что Бруно был замешан в убийстве своей любовницы Элизы Самудио. Впоследствии Бруно был осуждён, но до окончания следствия 8 июля «Фламенго» приостановил действие контракта своего основного вратаря. Таким образом, 24-летний Марсело до конца 2010 года стал твёрдым игроком основы популярнейшего клуба Бразилии. Марсело начал довольно уверенно, но ближе к концу чемпионата допустил ряд ошибок, из-за чего руководство «Фламенго» решило отдать Ломбу в аренду, а на его место найти более опытного вратаря.
15 мая 2011 года Ломба был отдан в аренду в «Баию». Хотя команда финишировала лишь на 14 месте в Серии A, Марсело был признан лучшим вратарём чемпионата по версии Globo, войдя в символическую сборную и получив Трофей Армандо Ногейры. Выиграв в 2011 году чемпионат штата Баия, 6 июня Марсело подписал с «трёхцветными» полноценный контракт. Он был твёрдым игроком основы в 2012—2014 годах. 17 марта 2013 года сыграл за «Баию» 100-й матч (с учётом всех турниров). В 2014 году во второй раз стал чемпионом штата, а 1 октября в игре Южноамериканского кубка против «Универсидад Сесар Вальехо» капитан «Баии» Марсело Ломба сыграл за команду 200-й матч.
В январе 2015 года Ломба отправился в аренду на год в «Понте-Прету», выступавшую в Серии A («Баия» по итогам прошлогоднего первенства опустилась в Серию B). В команде из Кампинаса он был твёрдым игроком основы. По возвращении в Салвадор в 2016 году вновь занял место в основе «Баии», которая продолжала выступать в Серии B. Однако уже 14 июля Марсело был приобретён «Интернасьоналом», который, к тому же, отдал «трёхцветным» Муриэла. В «Интере» Ломба стал дублёром Данило Фернандеса. До конца года новичок команды из Порту-Алегри провёл шесть матчей в чемпионате Бразилии, по итогам которого «колорадос» впервые в своей истории покинули элитный дивизион. В 2018 году в Серии B Фернандес неизменно занимал место в воротах, тогда как Ломба появлялся на поле в матчах чемпионата штата Риу-Гранди-ду-Сул, Примейра-лиги и Кубка Бразилии. Команде удалось решить задачу по возвращению в элиту.
В 2018 году Марсело Ломба из-за травм Фернандеса постепенно стал основным вратарём «Интернасьонала». Его уверенная игра позволила команде финишировать в зоне Кубка Либертадорес (3-е место). Сам Марсело вошёл в символическую сборную чемпионата Бразилии по версии Globo и КБФ — он стал лучшим вратарём турнира.

## Титулы и достижения
Командные
- Чемпион штата Рио-де-Жанейро (2): 2008, 2009 (не играл)
- Чемпион штата Баия (1): 2012, 2014
- Чемпион Бразилии (1): 2009 (не играл)
- Вице-чемпион Бразилии (1): 2020
- Финалист Кубка Бразилии (1): 2019
- Чемпион мира среди юношей (1): 2003 (не играл)

Личные
- Лучший вратарь чемпионата Бразилии (по версии Globo и КБФ) (1): 2018
- Участник символической сборной Лиги Баияно (2): 2012, 2014
- Обладатель Трофея Армандо Ногейры (лучший вратарь чемпионата Бразилии по версии Globo) (1): 2011